# 이세춘
이세춘(李世春)은 조선 영조 때의 가인(歌人)이다. 일명 응태(應泰)이다. 삼국시대 이후 전해 내려온 가곡류의 창사를 시조 형식으로 고쳐 부른 최초의 인물이었다. 시절가조 또는 시조라는 명칭도 이 때부터 생긴 것으로 추정하는데, 신광수가 지은 《관서악부》를 보면 "일반적으로 시조는 장단을 배제한 노래로 장안(평양)의 이세춘으로부터 전래되었다."고 하였다. 가곡창(歌曲唱)에 능하였다.